# Aeronca C-2

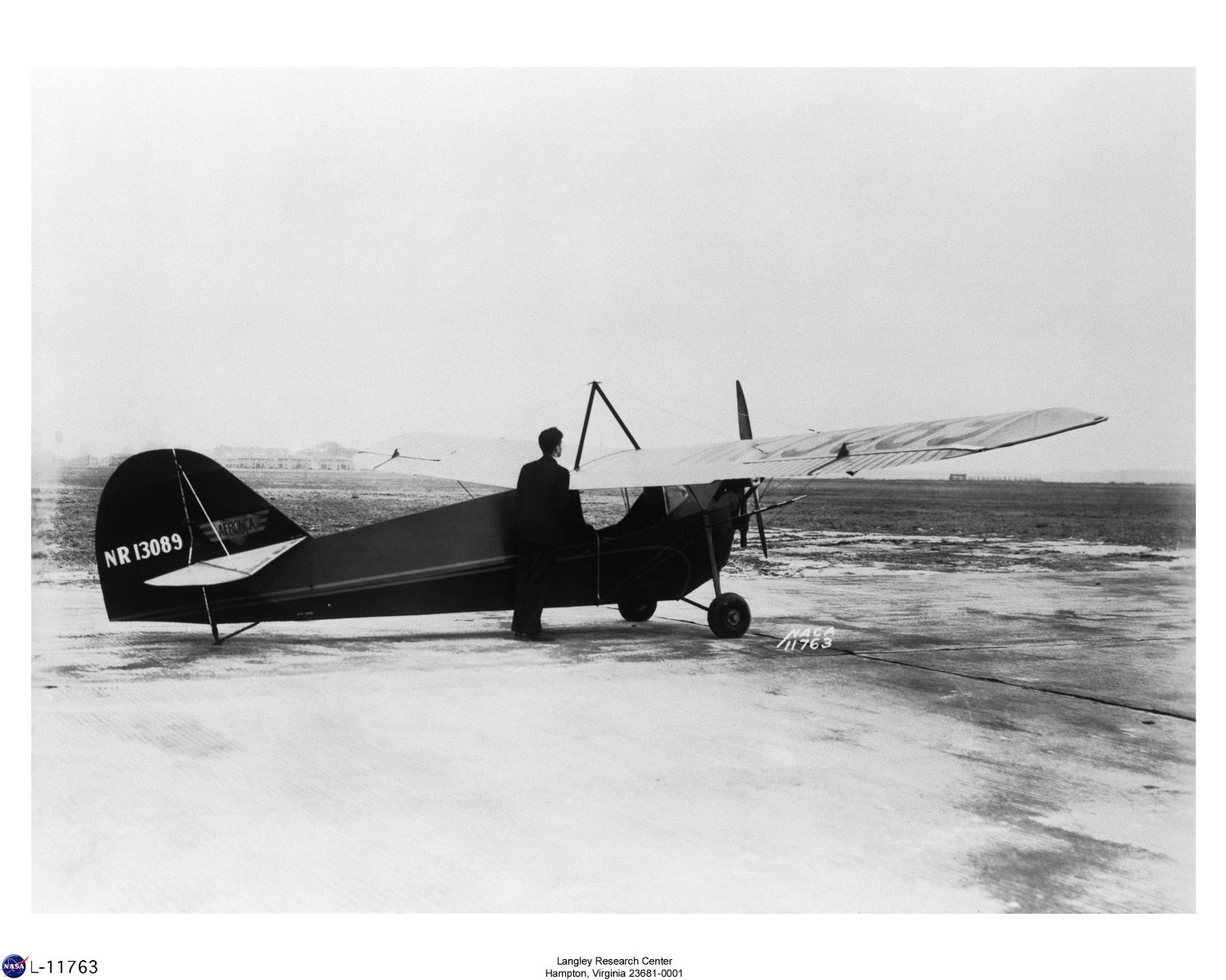
C-2N Deluxe Scout

Die Aeronca C-2 war ein Leichtflugzeug des US-amerikanischen Herstellers Aeronautical Corporation of America vom Ende der 1920er Jahre. Sie war das erste amerikanische Leichtflugzeug, das wegen seiner niedrigen Anschaffungs- und Unterhaltungskosten eine weite Verbreitung bei Privatpiloten erlangte. Mit ihr begann eine neue Ära in der Luftfahrt, was trotz des oft belächelten „karikaturhaften“ Aussehens des Flugzeugs gelang. Von der C-2 und der Nachfolgeversion C-3 wurden in den USA und in Großbritannien insgesamt über 500 Exemplare hergestellt.

## Geschichte

### Entwicklung/Zielsetzung
Anfang der 1930er Jahre erschienen auf dem Markt in den USA einige kleine Flugzeuge mit einem Preis von unter 2000 US-$. Gegenüber einem zeitgenössischen Automobil, das etwa 700 US-Dollar kostete, war dies zwar weiterhin ein hoher Preis, diese Muster gelten aber als die ersten erschwinglichen (englisch affordable) US-Flugzeuge. Beispiele hierfür waren neben der C-2 die Curtiss-Wright Junior und die American Eagle Eaglet.
Das Konzept nach dem die C-2 entwickelt wurde, lässt sich zurückverfolgen bis zum Entwurf der Dormoy Bathtub, die Mitte der 1920er Jahre von Etienne Dormoy, einem in die USA emigrierten Franzosen entwickelt wurde. Ein hervorstechendes Merkmal war der Versuch die Schublinie des Propellers auf die Höhe der Profillinie von Tragfläche und Höhenleitwerk zu bringen. Dormoys Konzept inspirierte Jean A. Roche, einen Konstrukteur, der bei der Materiel Division des US Army Air Corps auf dem McCook Field in Dayton (Ohio) in der Flugzeugentwicklung tätig war. Neben einem Segelflugzeug konstruierte er dort, zusammen mit John Dohse die Roche-Dohse Monoplane auch als Flying Flivver bezeichnet. Als Tragflächenprofil setzte er als einer der ersten das später in vielen Leichtflugzeugen verwendete Clark-Y ein. Sein Ziel war der Bau eines möglichst preisgünstigen Flugzeugs für students and sportsmen. Dieses sollte mit einem Treibstoffverbrauch von 19 l (5 US gal.) eine Flugstrecke von 260 bis 300 km zurücklegen können. Zur Treibstoffersparnis sah Roche vor, dass die Maschine über gute Gleiteigenschaften verfügen sollte, sodass über größere Strecken der Motor abgeschaltet werden konnte. Die Entwicklung eines geeigneten Triebwerks unternahm anfangs Harold E. Morehouse, dessen 1924 entwickelter 29 PS leistender Zweizylinder-Boxermotor O-80 danach auch bei anderen Ultraleichtflugzeugen Verwendung fand. Morehouse war später maßgeblich an der Entwicklung der Lycoming-Boxermotoren beteiligt.
Die Flying Flivver mit dem Luftfahrzeugkennzeichen NX3774 flog zum ersten Mal mit Roche am Steuer am 1. September 1925, wobei der Flug eher zufällig durch zu starkes Gasgeben beim Rollen zustande kam. Die Flugerprobung mit 200 Flügen im folgenden Jahr verlief sehr erfolgreich, wobei zeitweise auch eine zweite Person provisorisch hinter dem Piloten untergebracht, mitflog. Selbst dann konnte eine Flughöhe von 4800 m erreicht werden. 1925 gründeten Roche und Dohse zur Vermarktung des Flugzeugs die Roche-Dohse Company, die aber wegen fehlender finanzieller Grundlagen ohne wirtschaftlichen Erfolg blieb.

### Prototyp C-2
Die Situation änderte sich jedoch durch die ab 1927 zunehmende allgemeine Luftfahrtbegeisterung, die vor allem als eine Auswirkung des Lindbergh-Atlantikflugs angesehen wird. Auch fachfremde Geschäftsleute, wie z. B. Robert A. Taft, der Sohn des US-Präsidenten William Howard Taft investierten in ein Vorhaben der Lunken-Familie, die den Flughafen von Cincinnati (heute Cincinnati Municipal Lunken Airport) betrieben. Die Familie gründete 1928 die Aeronautical Corporation of America (Aeronca) mit der Absicht Leichtflugzeuge zu bauen und zu verkaufen. Roche konnte seinen Entwurf der Flying Flivver erfolgreich vorfliegen und an Aeronca verkaufen und erhielt dafür im Gegenzug Aktien und einen Sitz im Vorstand des Unternehmens.
Roche ersetzte den ursprünglichen Morehouse-Motor durch den von ihm selbst konstruierten Zweizylinder-Boxermotor E-107, der 26 PS leistete. Nach einer anderen Quelle waren die Entwickler des Motors jedoch die Ingenieure Ray Poole and Robert Galloway. In dieser Form diente die Flying Flivver als Prototyp für die Aeronca C-2, die am 24. Oktober 1929 ihren Erstflug hatte. Das „C“ stand dabei für Cincinnati, wo Aeronca am Lunken Airport seinen Sitz hatte.
Die erste öffentliche Vorstellung der C-2 fand im Februar 1930 auf der Flugzeugausstellung in Detroit statt. Aviation Week vom 1. März 1930 gibt als Namen der Maschine Aeronca C-2 Scout an.
Um die Konstruktion der originalen Flying Flivver für eine Großserienproduktion geeignet zu machen, waren weitgehende Änderungen notwendig. Aeronca verpflichtete hierfür Roger Schlemmer, der gerade die Aeronautical School der University of Cincinnati abgeschlossen hatte, für eine grundlegende Überarbeitung der Flugzeugzelle. Gleichzeitig führten Roy Poole und Robert Galloway entsprechende Arbeiten für eine Massenherstellung des Triebwerks durch.

### Serienfertigung

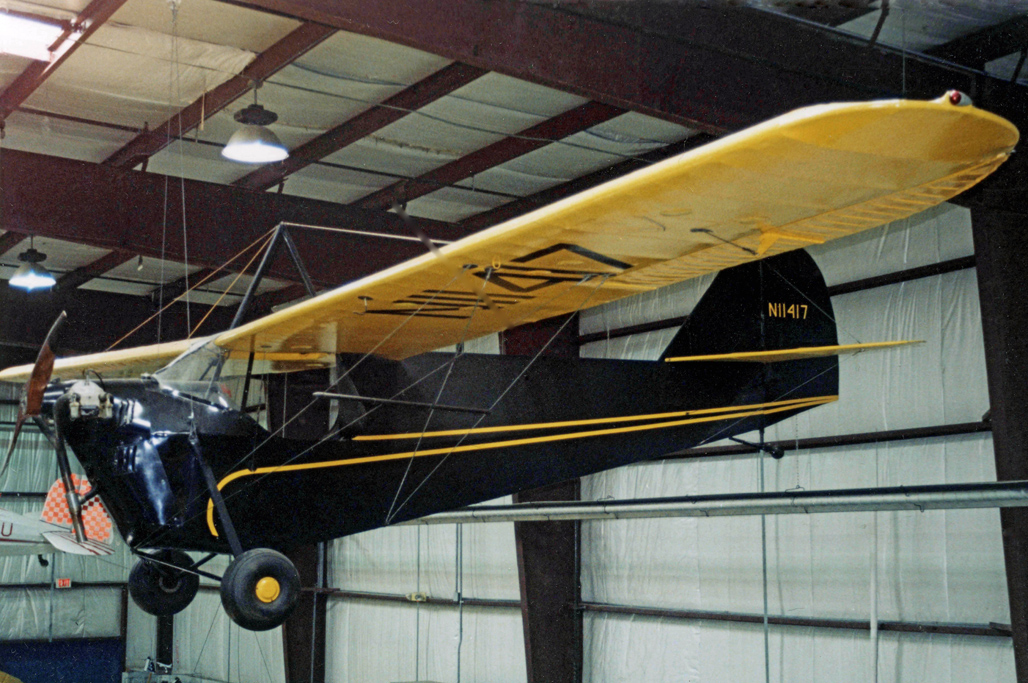
Die zweite gebaute C-2N (NC11417) war ursprünglich eine C-1, ausgestellt im Virginia Aviation Museum in Richmond (Virginia)

Trotz des zwei Wochen nach dem Erstflug der C-2 beginnenden Börsencrashs sah das Unternehmen gute Chancen das Flugzeug wegen seines geringen Preises in ausreichenden Stückzahlen verkaufen zu können. Durch die geringen Anschaffungskosten von anfangs 1880 US-Dollar und ebenso niedrigen Unterhaltungskosten, bot die C-2 für Privatleute die Möglichkeit auch in wirtschaftlich schwierigen Zeiten ein Flugzeug zu betreiben. Nachdem in kurzer Zeit 50 C-2 fertiggestellt waren, bot Aeronca die C-2 neben der Standardausführung auch in einer Schwimmerversion und einer „Deluxe“-Version an. Bis Ende 1930 wurden über 100 Exemplare dieser drei Ausführungen produziert. Die Deluxe-Ausführung C-2N von 1931 hatte einen geringfügig breiteren Rumpf als die Standardversion und ein stärkeres E-113-Triebwerk.

### Weiterentwicklung zur C-3

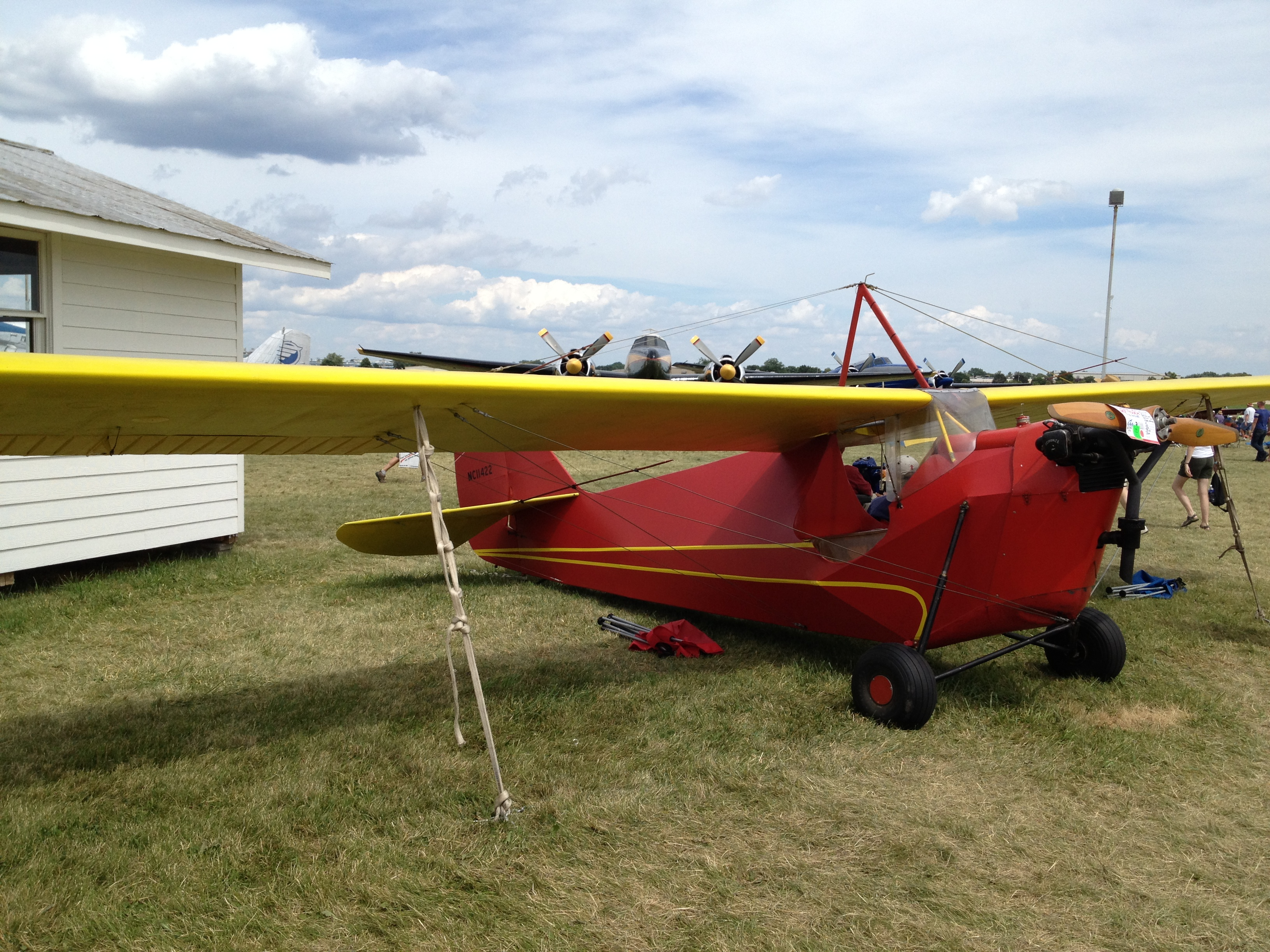
Restaurierte frühe C-3 von 1931

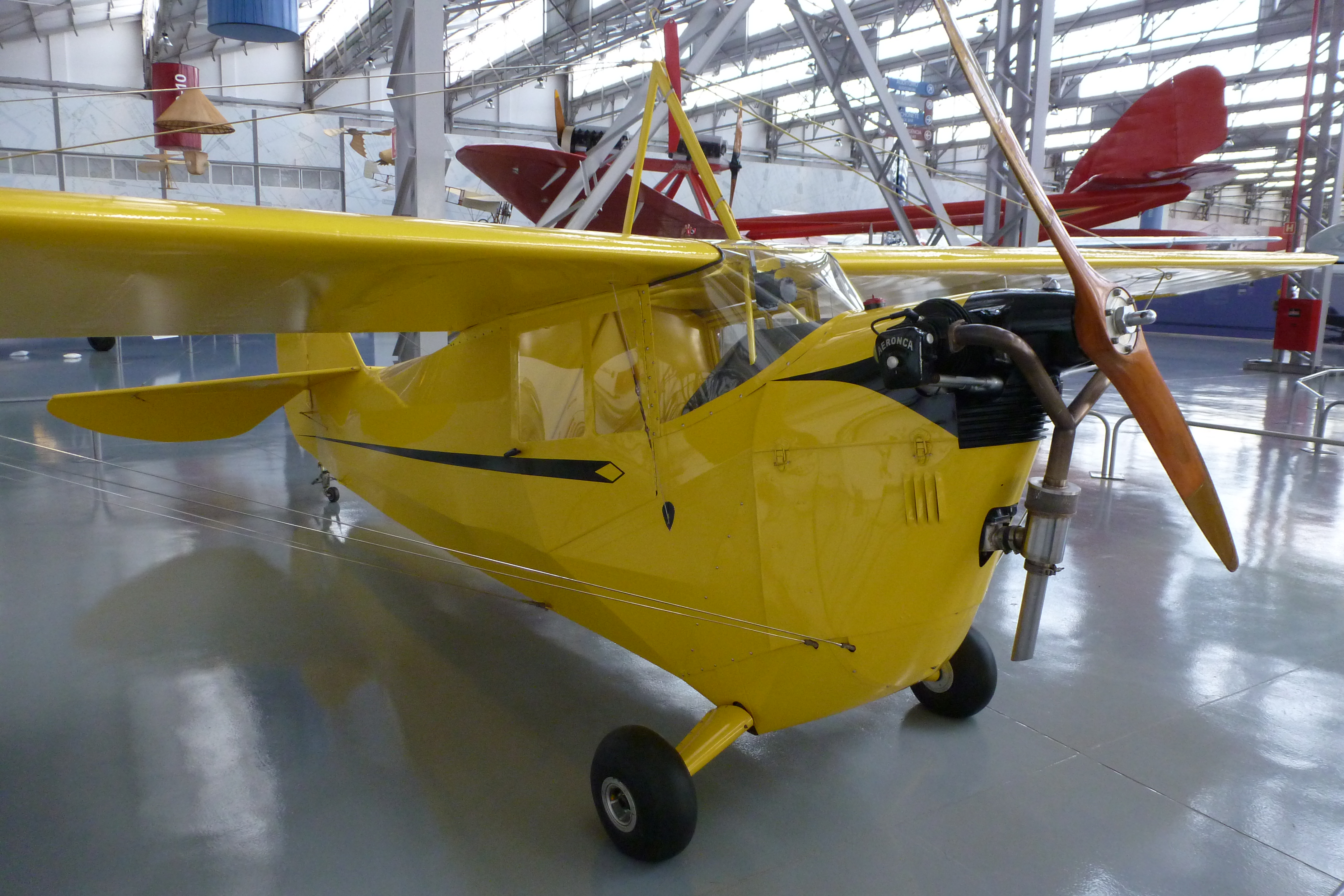
Späte C-3 im Museu da TAM, Brasilien

Anfang 1931 waren die ersten beiden Prototypen der C-3 fertiggestellt und im März 1931 verließen die ersten Maschinen der Serienproduktion die Halle. Die Variante fand sofort so großen Zuspruch, dass bis Ende 1931 bereits fast 100 Flugzeuge ausgeliefert werden konnten. Für Flugschulen war es nun möglich, den Erwerb einer Pilotenlizenz für 65 US-$ und die Alleinflugstunden für 5 bis 7 US-$ anzubieten. Die C-3 blieb einige Jahre in der Produktion und wurde stetig weiterentwickelt. So erhielt die 1932er-Version, neben anderen Verbesserungen, eine abnehmbare Kabinenabdeckung. 1933 führte Aeronca einen etwas breiteren Rumpf mit mehr Fußraum ein. Eine neue Motorlagerung, zusammen mit dem neuen Motor E-113A, verringerten die auf die Kabine übertragenen Schwingungen. Für das Modelljahr 1934 wurde eine verbesserte Kabinenabdeckung, ein neues Fahrwerk und der neue Motor E-113B vorgestellt. 1935 erhielt die C-3 eine neue Rumpfform unter Aufgabe des bisherigen „Razorback“-Layouts. Für 1936 waren nur geringfügige Verbesserungen vorgesehen, abgesehen von dem neu eingeführten Motor E-113C, der 40 PS leistete. Im Folgejahr nahmen die Verkaufszahlen der C-3, nicht zuletzt wegen des Markterfolgs der neuen Aeronca K so stark ab, dass die Produktion 1937 eingestellt wurde.

### Besondere Leistungen
Trotz der geringen Motorleistung war die C-2/C-3 in der Lage bemerkenswerte Flugleistungen zu erbringen. Ausgerüstet mit Schwimmern stellte eine C-2 mit 4600 m (15.082 ft.) einen Höhenrekord für diese Gewichtsklasse auf. Auch als Radversion wurden 1930 mehrfach Höhen über 6100 m (20.000 ft.) erreicht. Neben einem Dauerflugrekord mit einer Flugzeit von 26 Stunden, wurden auch mehrere Langstreckenflüge über Distanzen von mehr als 1200 km durchgeführt.
Eine C-3 Collegian nahm 1931 an der National Air Tour teil, wobei der Pilot George Dickson auf einer Strecke von 7800 km eine Durchschnittsgeschwindigkeit von 102 km/h erreichte. Die C-3 war damit das erste Leichtflugzeug überhaupt, das die geforderte Strecke bis zum Ende durchstand.
Bemerkenswert war auch die Anfang 1936 von England nach Südafrika durchgeführte und drei Wochen dauernde Überführung der G-AEAC mit David Llewellyn am Steuer.

### Fertigung in England

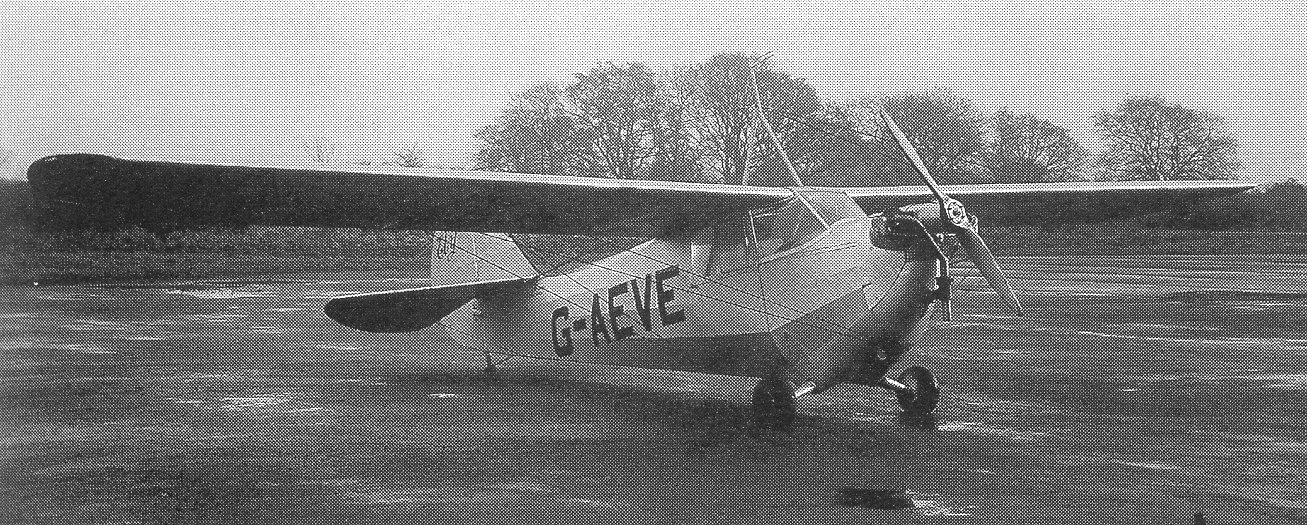
Die nur einmal gebaute Aeronca Ely 300 (G-AEVE)

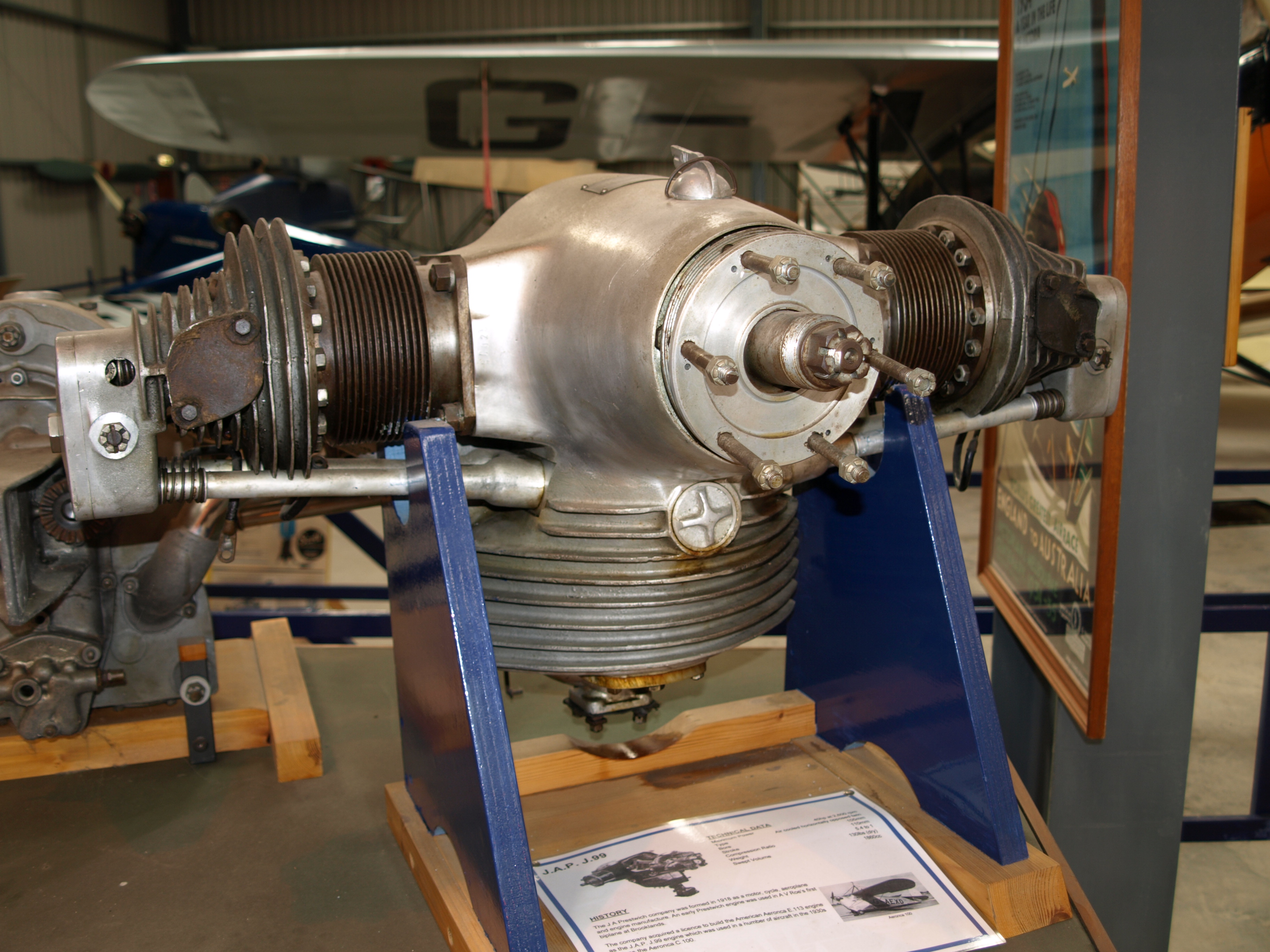
Aeronca JAP J-99 (Lizenzbau des Aeronca E-113)

Zwei Exemplare der frühesten Ausführung wurden nach Großbritannien exportiert. Diese Maschinen kamen im Januar (G-ABHE) und April 1931 (G-ABKX) in England an. Letztere soll eine zweisitzige C-2 Collegian gewesen sein. Die ersten beiden C-3 (u. a. G-ADSO) erreichten das Land am 19. September 1935. Zur Lizenzfertigung der C-3 erfolgte am 15. April 1936 die Gründung der Aeronautical Corporation of Great Britain (Aeronco) als Aktiengesellschaft mit einem ungewöhnlich großen Startkapital von 300.000 Pound. Der anfängliche Geschäftssitz in Hanworth wurde bald nach Peterborough in Cambridgeshire verlegt, wo auch die Produktion stattfand.
Die Gründe für den nachfolgenden Misserfolg der C-2/C-3 in England lagen sowohl in der Periode des Missmanagements über 17 Monate, als auch in den nur schwer zu erfüllenden Änderungen hinsichtlich der britischen Lufttüchtigkeitsstandards. Gegenüber der US-Ausführung mussten für das geschweißte Rohrfachwerk Stähle höherer Festigkeit eingesetzt werden. Auch das Material und der Aufbau der Ruder mussten angepasst werden, bevor Ende 1936 für das erste in Großbritannien gebaute Exemplar (G-AENW) die Musterzulassung durchgeführt werden konnte. Auch der in Lizenz gebaute Motor Aeronca JAP J-99 erfuhr mit einer Doppelzündung und zwei Zündmagneten, einige Änderungen. Durch die geforderten Änderungen erhöhte sich das Leergewicht der C-3 von 243 auf 258 kg. Auch die Bezeichnung änderte sich; die britischen Maschinen wurden zu Aeronca 100.
Anfang August 1937 stellte Aeronco die Produktion ein, am 5. November des Jahres schloss sich dann die freiwillige Liquidierung an. Die noch vorhandenen, nicht verkauften Flugzeuge, wurden nach Hanworth transportiert, wo sie noch bis 1939 zum Verkauf angeboten wurden. Doch selbst bei einem stark reduzierten Preis von 325 Pound fanden sich keine Käufer. Wahrscheinlich konnten insgesamt nur 21 Exemplare der Aeronca 100 in England verkauft werden. Hinzu kamen noch ein Exemplar der Variante Aeronca Ely 300 (G-AEVE) und zwei Ely 700 (G-AFLU und G-AFLT). Zurück blieben sechs oder sieben Zellen, wobei eine davon nach Kundenwünschen als Ely Type F.C.1 gebaut worden war.

## Konstruktion
Die C-2 ist ein einmotoriger, einsitziger als Schulterdecker mit drahtverspannten Tragflächen ausgelegter Eindecker.
Die einfache Bauausführung umfasst eine Rumpfstruktur aus geschweißten Chrom-Molybdän-Stahlrohren (1025-Chrom-Moly-Steel), die im vorderen Bereich einen angenähert quadratischen Querschnitt aufweist, während die drei Längselemente des hinteren Rumpfs im Querschnitt oben in einer „Schneide“ zulaufen. Die C-2 wurde in dieser Ausführung auch als Razorback bezeichnet. Die Rumpfstruktur ist mit schmalen Holzstreifen belegt und stoffbespannt.
Die in Holzbauweise ausgeführten Tragflächen sind zum einen gegen den Rumpf verspannt, während zur Aufnahme der Biegekräfte der zweiteiligen Tragflächen bei der Landung die Verspannung der Oberseiten mit Hilfe eines aufgesetzten Dreibein-Pylons dient. Vorder- und Hinterkante der Tragflächen sind duralbeplankt, während ansonsten eine Stoffbespannung verwendet wird. Das offene Cockpit der ersten 112 Maschinen hatte „Kunststoffvorhänge“, um einen minimalen Schutz des Piloten gegen Witterungseinflüsse zu bieten.
Der als Antrieb dienende Zweizylindermotor Aeronca E-107A lieferte eine Leistung von 26 bis 30 PS und war so eingebaut, dass ein Minimum an Verkleidung notwendig war. So formte das Kurbelgehäuse die Bugoberseite der Maschine. Hinter dem Brandschott war ein 30 L fassender Tank eingebaut, der optional durch einen weiteren Tank mit 19 L oder 23 L im Gepäckfach ergänzt werden konnte.
Das Fahrwerk existierte in drei Versionen. Die Basis-C-2 von 1930 hatte ein einfaches, festes Fahrwerk mit einer geraden, durchgehenden Achse und großen Rädern, die scherzhaft auch als „Kinderwagenräder“ (buggy wheels) bezeichnet wurden. In dieser Variante verbanden im Rumpf liegende Gummiseile die Fahrwerksachse mit dem unteren Längsträger. Bei späteren C-2 wurden zuerst die Räder gegen kleinere Niederdruckräder ausgetauscht. In der weiteren Entwicklung wurde ein gegen den Rumpf verstrebtes Fahrwerk mit diesen kleinen Ballonrädern eingeführt. Es waren weder Stoßdämpfer noch Bremsen vorgesehen. Ab dem Baujahr 1934 hatten alle Maschinen ein Fahrwerk, das im Wesentlichen aus einem im Rumpfboden quer eingebauten und verkleideten U-Profil-Träger mit hydraulischen Stoßdämpfern und Ballonrädern bestand. Dieses Fahrwerk konnte bei allen früheren Versionen nachgerüstet werden.

## Varianten
Die Variantenbezeichnungen orientieren sich an den Musterzulassungen (ATC: Approved Type Certificate):
C-2 (PC-2) (ATC #351 am 13. August 1930 erteilt)Ausgangsvariante, E-107, 26 PS. PC-2 war die Schwimmerversion der C-2, auch als „Scout“ und „Collegian“ bezeichnet.
C-3 (PC-3) Duplex (ATC #396 vom 31. Januar 1931)zweisitzige Variante der C-2, auch als „Master“ bezeichnet.
C-1 Cadet (ATC #447 vom 29. August 1931)„Sportausführung“ mit kürzeren Tragflächen
C-2N (auch C-2-N) Deluxe Scout (ATC #448 vom 29. August 1931)4 gebaut
Aeronca 10021 Exemplare in England nach dortigen Vorschriften gebaut
Ely 300leicht verbesserte Aeronca 100 (1 Exemplar)
Ely 700basierend auf der Ely 300 hatte sie einen etwas breiteren Rumpf und war etwa 12 cm länger (2 Exemplare)

## Technische Daten
| Kenngröße             | Daten der C-2 In Klammern: C-2N Deluxe                                                                               | Daten der C-3                          |
| --------------------- | --- | -------------------------------------- |
| Besatzung             | 1 | 2                                      |
| Länge                 | 6,10 m | 6,10 m                                 |
| Spannweite            | 10,98 m | 10,98 m                                |
| Tragflächentiefe      | 1,25 m | 1,25 m                                 |
| Flügelfläche          | 13,19 m² | 13,19 m²                               |
| Höhe                  | 2,29 m |                                        |
| Leermasse             | 180,7 (193,4) kg | 212 kg                                 |
| Startmasse            | 305,1 (317,8) kg | 397 (1931) bis 457 kg (letztes Modell) |
| Nutzlast              | 124,4 (124,4) kg | 186 kg                                 |
| Gleitzahl             | 11 |                                        |
| Reisegeschwindigkeit  | 104 km/h | 104 km/h                               |
| Höchstgeschwindigkeit | 128 km/h | 128 km/h                               |
| Landegeschwindigkeit  | 51 km/h | 56 km/h                                |
| Steigleistung         | auf 1500 m in 10 min auf 3000 m in 30 min                                                                            | auf 1220 m in 10 min                   |
| Gipfelhöhe            | 4880 m | 4270 m                                 |
| Reichweite            | 380 km bei 7,6 L/h                                                                                                   |                                        |
| Triebwerk             | 1 × Zweizylinderboxermotor Aeronca E-107 mit 26 PS                                                                   | 1 × Aeronca E-113 mit 36 PS            |
| Preis                 | 1880 US-$ anfänglich bereits im Mai auf 1930 auf 1495 US-$ gesenkt ab Ende 1931: 1245 US-$, Deluxe: 1695 US-$ (1931) | Duplex: 1895 US-$ (1931)               |

## Erhaltene Exemplare
Ausgewählte Museumsstücke:
- Aeronca C.2, N11276 / Werknr. A-106, The Western Antique Aeroplane and Automobile Museum
- Aeronca C.2, NC525V / WNr. 9, Canada Aviation Museum (Ausstellungsmarkierung CF-AOR)
- Aeronca C.2, X-626N / WNr. 2, National Air & Space Museum (1. Serienflugzeug)
- Aeronca C.2, NC647W / WNr. 27, Yanks Air Museum
- Aeronca C.2, N30RC (ex NC643W) / WNr. 23, Museum of Flight